# Мумија Ахаика
Мумија Ахаика (лат. Mummia Achaica) била је мајка римског цара Галбе и његовог старијег брата Гаја. Била је унука Квинта Лутеција Катула и праунука Луција Мумија Ахаика. Умрла је недуго после Галбиног рођења.